# Karl Schmid (Ruderer)

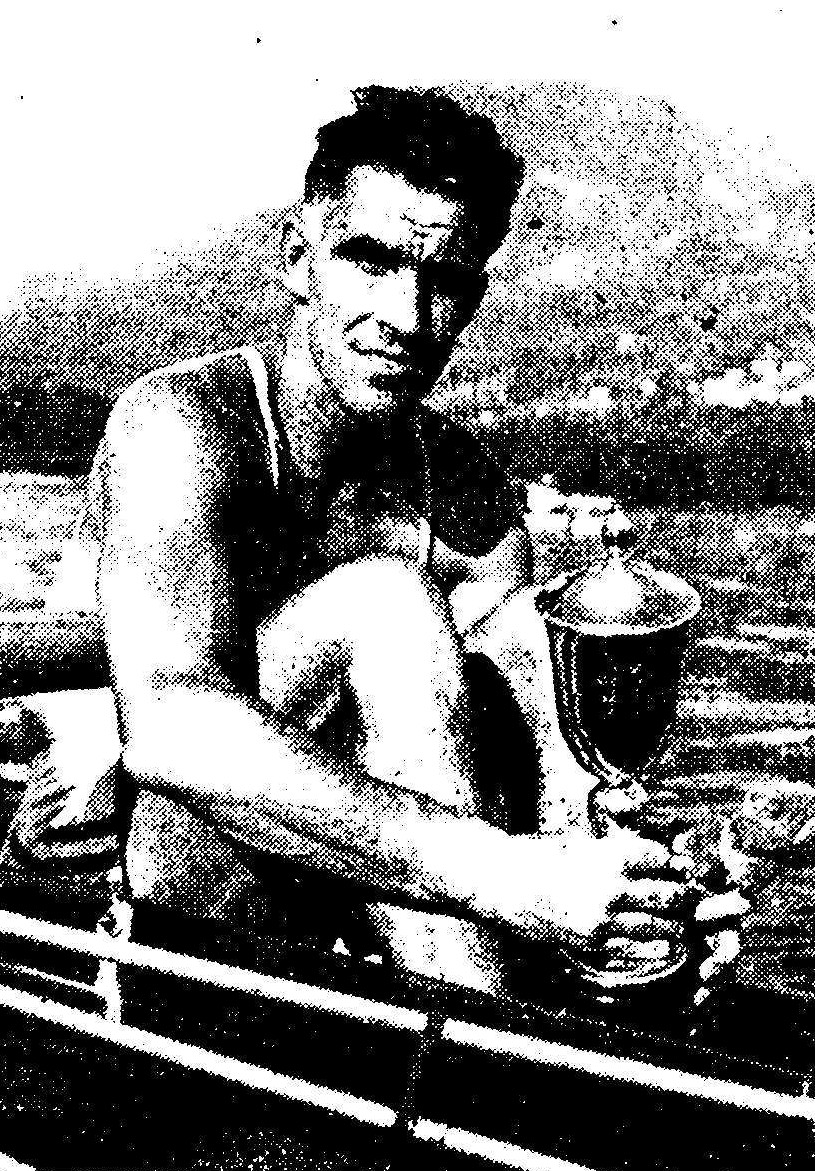
Karl Schmid bei den Internationalen Regatten in Lugano 6. September 1942

Karl «Carlo» Schmid (* 29. Juni 1910; † 14. Mai 1998 in Kilchberg ZH) war ein Schweizer Ruderer und Feldhandballspieler, der 1936 zwei olympische Medaillen im Rudern gewann.

## Rudern
Mit zwanzig Jahren trat Schmid 1930 der Rudersektion des FC Zürich bei. Die Rudersektion wurde 1936/37 selbstständig und wurde Ruderclub Zürich getauft.
Er gewann seine erste internationale Medaille bei den Europameisterschaften 1933 in Budapest, als er zusammen mit Ernst Rufli die Silbermedaille im Zweier ohne Steuermann hinter dem ungarischen Boot gewann. 1934 fanden die Europameisterschaften in Luzern statt, der Schweizer Vierer ohne Steuermann mit Hermann Betschart, Max Schuler, Alex Homberger und Karl Schmid belegte den zweiten Platz hinter dem deutschen Boot. 1935 bei den Europameisterschaften in Berlin siegte der Schweizer Vierer mit Hermann Betschart, Hans Homberger, Alex Homberger und Karl Schmid. Im Achter belegte das Schweizer Boot mit dem kompletten Vierer den zweiten Platz hinter den Ungarn.
Am 14. August 1936 wurden auf der Regattastrecke Berlin-Grünau die Endläufe der Ruderentscheidungen bei den Olympischen Spielen 1936 ausgetragen. Um 14.30 Uhr war der Start des Rennens im Vierer mit Steuermann, es siegte das deutsche Boot mit acht Sekunden Vorsprung auf das Schweizer Boot mit Hermann Betschart, Hans und Alex Homberger, Karl Schmid und Steuermann Rolf Spring, das seinerseits neun Sekunden Vorsprung auf die Franzosen auf dem Bronzeplatz hatte. Um 17.00 Uhr startete der Vierer ohne Steuermann, hier siegte das deutsche Europameisterboot von 1934 vor den Briten. Betschart, die Hombergers und Schmid erruderten die Bronzemedaille. Um 18.00 Uhr wurde schliesslich der Final im Achter ausgetragen, den Schweizer Vierer mit Steuermann Rolf Spring ergänzten dabei Oskar Neuenschwander, Rudolf Homberger, Fritz Feldmann und Werner Schweizer. Während alle anderen Crews ausgeruht an den Start gingen, hatten die stärksten Schweizer bereits zwei Rennen absolviert, mit zehn Sekunden Rückstand auf das Siegerboot aus den Vereinigten Staaten belegten die Schweizer den sechsten und letzten Platz.
Bei den Europameisterschaften 1937 in Amsterdam belegten Hermann Betschart, Oskar Neuenschwander, Werner Schweizer und Karl Schmid den zweiten Platz hinter dem neu zusammengestellten deutschen Boot. 1938 in Mailand gewann der Schweizer Vierer in der gleichen Besetzung wie im Vorjahr. Danach fanden bis 1947 wegen des Zweiten Weltkriegs keine Europameisterschaften statt. 1947 waren die Schweizer auf dem Rotsee bei Luzern Gastgeber für die ersten Nachkriegseuropameisterschaften. Im Vierer ohne Steuermann gewannen Hermann Betschart, Ernest Rufli, Gotthard Öhninger und Karl Schmid die Bronzemedaille.
Schmid gewann 35 Schweizer-Meister-Titel, dazu vier Titel der Henley Royal Regatta.
Zu diesem Zeitpunkt war er bereits als Trainer tätig, er betreute die Brüder Hans und Josef Kalt.

## Handball

### Club
Mit dem Pfadfinderkorps Stadt Zürich nahm er am ersten Zürcher Handball-Turnier 1929 teil, welches sie gewannen. Im Jahr darauf wurden sie Zweite. 1931 gründete er die Handballsektion des Grasshopper Clubs Zürich (GC). Schmid spielte mindestens bis zur Meisterschaft 1943 Feldhandball. Als Spieler gewann er mit GC viermal die Meisterschaft. Als Betreuer gewann er 46 Titel mit GC (Feld: 10, Kleinfeld: 4, Halle: 21, Unbekannt:11), und im SHV-Grossfeld-Cup holte er 8 Cupsiege. Von 1982 bis 1988 war er Präsident der Handballsektion von (GC).
Erfolge als Spieler (alles Feldhandball und mit GC wenn nicht anders notiert):
- Schweizer Handball-Meisterschaft:
  - Meister: 1933/34, 1934/35, 1938, 1940
  - Vizemeister: 1933, 1935/36, 1936/37, 1941, 1942, 1943
- Zürcher Handball-Meisterschaft:
  - Meister: 1930/31 (Pfadi), 1931/32, weitere?
- Zürcher Handball-Turnier:
  - Sieger: 1929 (Pfadi), 1931, 1932, 1933
  - Zweite: 1930 (Pfadi)
- Zürcher Hallenhandball-Meisterschaften:
  - Meister: 1940, 1941, 1942
  - Vizemeister: 1943

### Nationalmannschaft
Schmid war Kapitän bei den ersten zwei Feldhandball-Länderspielen der Schweiz. Das erste Länderspiel wurde am 19. Mai 1935 in Augsburg gegen das Deutsche Reich gespielt. Es ging mit 6:14 verloren. Das Rückspiel fand am 6. Oktober desselben Jahres in Bern statt. Es wurde ebenfalls verloren, mit 9:17. Schmid schoss in beiden Spielen kein Tor.

### Trainer
An drei Weltmeisterschaften amtete er als Trainer.

### Funktionär
Er war Präsident des Schweizerischen Handballausschusses (HBA). Auf sein Bestreben wurde der Schweizer Hallenhandball eingeführt.

## Privates
Er war ein enger Vertrauter und «Schlagmann» von Dieter Bührle für den Oerlikon-Bührle-Konzern.

## Auszeichnungen
- Schweizer Sportförderer: 1980[3]
- Ehrenmitglied des Grasshopper Clubs Zürich
- Ehrenpräsident der Handballsektion des Grasshopper Clubs Zürich
- Ehrenmitglied des Schweizerischen Handball-Verbandes

Quelle: Todesanzeigen